# 歐洲自由民主聯盟
歐洲自由民主聯盟（英語：Alliance of Liberals and Democrats for Europe）是歐洲的一個跨国政党联盟（既非欧洲政党也非欧洲议会党团），是由欧洲自由民主联盟党和歐洲民主黨两个欧洲政党组成的聯盟。
除了歐洲議會之外，欧洲自由民主联盟也參加歐盟境內的各組織和北約的活動。目前欧洲自由民主联盟的主要成員包括德國自由民主黨、和非歐盟英國自由民主黨等政黨。

## 外部連結
- Alliance of Liberals and Democrats for Europe （页面存档备份，存于）
- Alliance of Liberals and Democrats for Europe in the Committee of the Regions
- Alliance of Liberals and Democrats for Europe in PACE （页面存档备份，存于）